# Stadion Breite
Het Stadion Breite is een multifunctioneel stadion in Schaffhausen, een stad in Zwitserland. 
Het stadion wordt vooral gebruikt voor voetbalwedstrijden, de voetbalclub FC Schaffhausen maakte tot 2017 gebruik van dit stadion. Daarna verhuisde die club naar het LIPO Park Schaffhausen. In het stadion is plaats voor 4.200 toeschouwers. Het stadion werd geopend in 1950.
In het stadion ligt een grasveld van 104 bij 69 meter.